# José Mera
José Hermes Mera Vergara (ur. 11 marca 1979 w Puerto Tejada) – kolumbijski piłkarz występujący na pozycji obrońcy. Zawodnik klubu Millonarios.

## Kariera klubowa
Mera zawodową karierę rozpoczynał w 1999 roku w zespole Deportes Quindío. Jego barwy reprezentował przez jeden sezon. W 2000 roku odszedł do Independiente Medellín, gdzie również spędził jeden sezon. Z kolei w 2001 roku trafił do Deportivo Cali, gdzie grał przez 4 sezony.
W 2005 roku podpisał kontrakt z paragwajskim Club Libertad. W tym samym roku wrócił jednak do Kolumbii, gdzie został graczem klubu Deportivo Pereira. Występował tam do końca sezonu 2005. W następnym sezonie ponownie grał dla Deportivo Cali oraz Independiente Medellín, zaś sezon 2007 spędził jako zawodnik zespołu Deportivo Pasto.
W 2007 roku Mera przeszedł do wenezuelskiego Caracas FC. W 2008 roku wywalczył z nim wicemistrzostwo Wenezueli. W tym samym roku odszedł do kolumbijskiego Millonarios.

## Kariera reprezentacyjna
W reprezentacji Kolumbii Mera zadebiutował w 2002 roku. W 2003 roku został powołany do kadry na Pucharze Konfederacji. Zagrał na nim tylko w meczu z Japonią (1:0). Tamten turniej Kolumbia zakończyła na 4. miejscu.
W tym samym roku Mera znalazł się w zespole na Złoty Puchar CONCACAF. Wystąpił na nim w pojedynkach z Jamajką (1:0), Gwatemalą (1:1) i Brazylią (0:2). Z tamtego turnieju Kolumbia odpadła w ćwierćfinale.